# Primera FEB 2024-25
La Primera FEB 2024-25 es la 29.ª temporada de la segunda liga española de baloncesto. Comenzó el 27 de septiembre de 2024 con la primera jornada de la temporada regular y terminará el 8 de junio de 2025.

## Equipos

### Promoción y descenso (pretemporada)
Un total de 18 equipos competirán en la liga; 13 equipos de la temporada 2023-24, dos equipos descendidos de la ACB junto con los tres equipos ascendidos de la LEB Plata.
Equipos descendidos de ACB
- Monbus Obradoiro
- Súper Agropal Palencia

Equipos ascendidos de LEB Plata
- Odilo FC Cartagena CB
- Caja Rural CB Zamora
- CB Naturavia Morón

### Estadios y ciudades
| Equipo                          | Ciudad                 | Pabellón                           | Capacidad |
| ------------------------------- | ---------------------- | ---------------------------------- | --------- |
| Aircargobooking Ourense         | Orense                 | Palacio de los Deportes Paco Paz   | 5,500     |
| Alimerka Oviedo Baloncesto      | Oviedo                 | Polideportivo Pumarín              | 1,138     |
| Amics Castelló                  | Castellón de la Plana  | Pabellón Ciutat de Castelló        | 6,000     |
| Caja Rural CB Zamora            | Zamora                 | Pabellón Municipal Ángel Nieto     | 1,790     |
| CB Naturavia Morón              | Morón de la Frontera   | Pabellón Alameda                   | 800       |
| Flexicar Fuenlabrada            | Fuenlabrada            | Pabellón Fernando Martín           | 5,700     |
| Grupo Alega Cantabria           | Torrelavega            | Pabellón Vicente Trueba            | 2,688     |
| Grupo Ureta Tizona Burgos       | Burgos                 | Polideportivo Municipal El Plantío | 2,432     |
| Hestia Menorca                  | Mahón                  | Pabellón Menorca                   | 5,115     |
| HLA Alicante                    | Alicante               | Pabellón Pedro Ferrándiz           | 5,696     |
| Inveready Gipuzkoa Basket       | San Sebastián          | Amenabar Arena                     | 11,000    |
| Monbus Obradoiro                | Santiago de Compostela | Multiusos Fontes do Sar            | 6,666     |
| Movistar Estudiantes            | Madrid                 | Movistar Arena                     | 13,109    |
| Movistar Estudiantes            | Madrid                 | Movistar Academy Magariños         | 600       |
| Odilo FC Cartagena CB           | Cartagena              | Palacio de Deportes de Cartagena   | 5,162     |
| Real Betis Baloncesto           | Sevilla                | Polideportivo San Pablo            | 7,626     |
| Silbö San Pablo Burgos          | Burgos                 | Coliseum Burgos                    | 9,454     |
| Súper Agropal Palencia          | Palencia               | Pabellón Municipal de Palencia     | 5,204     |
| UEMC Real Valladolid Baloncesto | Valladolid             | Pabellón Polideportivo Pisuerga    | 6,800     |

### Entrenadores y patrocinadores
| Equipo                          | Entrenador                | Fabricante | Patrocinador                  |
| ------------------------------- | ------------------------- | ---------- | ----------------------------- |
| Aircargobooking Ourense         | Moncho López              | Wibo       | Aircargobooking               |
| Alimerka Oviedo Baloncesto      | Javi Rodríguez            | Kappa      | Alimerka                      |
| Amics Castelló                  | Frederic Castelló         | Hummel     |                               |
| Caja Rural CB Zamora            | Saulo Hernández           | Hummel     | Caja Rural                    |
| CB Naturavia Morón              | Dani García               | Besten 10  | Naturavia                     |
| Flexicar Fuenlabrada            | Toni Ten                  | Kromex     | Flexicar                      |
| Grupo Alega Cantabria           | Lolo Encinas              | Wibo       | Grupo Alega                   |
| Grupo Ureta Tizona Burgos       | Salva Camps               | Kappa      | Grupo Ureta Automóviles       |
| Hestia Menorca                  | Javier Zamora             | Wibo       | Fundación Hestia              |
| HLA Alicante                    | Rubén Perelló             | Hummel     | HLA                           |
| Inveready Gipuzkoa Basket       | Mikel Odriozola           | Macron     | Inveready                     |
| Monbus Obradoiro                | Félix Alonso              | Geff       | Monbus                        |
| Movistar Estudiantes            | Natxo Lezkano             | Puma       | Movistar                      |
| Odilo FC Cartagena CB           | Jordi Juste               | Macron     | Odilo                         |
| Real Betis Baloncesto           | Gonzalo García de Vitoria | Hummel     |                               |
| Silbö San Pablo Burgos          | Bruno Savignani           | Givova     | Silbö, San Pablo Inmobiliaria |
| Súper Agropal Palencia          | Luis Guil                 | Hummel     | Súper Agropal                 |
| UEMC Real Valladolid Baloncesto | Alejandro Paniagua        | Kappa      | UEMC                          |

### Cambios de entrenadores
| Equipo                          | Entrenador saliente    | Motivo de salida | Fecha                   | Clasificación | Entrenador entrante       | Fecha                   |
| ------------------------------- | ---------------------- | ---------------- | ----------------------- | ------------- | ------------------------- | ----------------------- |
| Monbus Obradoiro                | Moncho Fernández       | Fin de contrato  | 20 de mayo de 2024      | Pretemporada  | Gonzalo Rodríguez         | 5 de junio de 2024      |
| UEMC Real Valladolid Baloncesto | Paco García            | Fin de contrato  | 7 de junio de 2024      | Pretemporada  | Lolo Encinas              | 12 de junio de 2024     |
| Amics Castelló                  | Juan Antonio Orenga    | Fin de contrato  | 12 de junio de 2024     | Pretemporada  | Frederic Castelló         | 13 de junio de 2024     |
| Aircargobooking Ourense         | Félix Alonso           | Fin de contrato  | 22 de junio de 2024     | Pretemporada  | Moncho López              | 22 de junio de 2024     |
| Grupo Ureta Tizona Burgos       | Diego Ocampo           | Fin de contrato  | 24 de junio de 2024     | Pretemporada  | Salva Camps               | 24 de junio de 2024     |
| Silbö San Pablo Burgos          | Jota Cuspinera         | Fin de contrato  | 26 de junio de 2024     | Pretemporada  | Bruno Savignani           | 3 de julio de 2024      |
| Real Betis Baloncesto           | Bruno Savignani        | Fin de contrato  | 3 de julio de 2024      | Pretemporada  | Gonzalo García de Vitoria | 5 de agosto de 2024     |
| HLA Alicante                    | Antonio Pérez Caínzos  | Destitución      | 29 de octubre de 2024   | 17º (0–5)     | Rubén Perelló             | 21 de noviembre de 2024 |
| Grupo Alega Cantabria           | David Mangas           | Destitución      | 12 de diciembre de 2024 | 16º (3–8)     | Lolo Encinas              | 24 de enero de 2025     |
| Monbus Obradoiro                | Gonzalo Rodríguez      | Destitución      | 17 de diciembre de 2024 | 7º (7–5)      | Félix Alonso              | 25 de diciembre de 2024 |
| UEMC Real Valladolid Baloncesto | Lolo Encinas           | Destitución      | 6 de enero de 2025      | 16º (4–11)    | Iñaki Martín              | 8 de enero de 2025      |
| CB Naturavia Morón              | José Antonio Santaella | Destitución      | 24 de enero de 2025     | 18º (1–16)    | Dani García               | 30 de enero de 2025     |
| Movistar Estudiantes            | Pedro Rivero           | Destitución      | 18 de marzo de 2025     | 2º (22–3)     | Natxo Lezkano             | 18 de marzo de 2025     |
| UEMC Real Valladolid Baloncesto | Iñaki Martín           | Destitución      | 26 de abril de 2025     | 15º (10–21)   | Alejandro Paniagua        | 26 de abril de 2025     |

## Liga regular

### Clasificación en la liga regular
| Pos. | Equipo                          | PJ | G  | P  | GF   | GC   | DG   | Pts | Ascenso, clasificación o descenso |
| ---- | ------------------------------- | -- | -- | -- | ---- | ---- | ---- | --- | --------------------------------- |
| 1    | Silbö San Pablo Burgos          | 34 | 32 | 2  | 3011 | 2530 | +481 | 66  | Ascenso a Liga ACB                |
| 2    | Flexicar Fuenlabrada            | 34 | 27 | 7  | 2871 | 2595 | +276 | 61  | Promoción de Ascenso              |
| 3    | Movistar Estudiantes            | 34 | 26 | 8  | 2970 | 2710 | +260 | 60  | Promoción de Ascenso              |
| 4    | Real Betis Baloncesto           | 34 | 26 | 8  | 2838 | 2529 | +309 | 60  | Promoción de Ascenso              |
| 5    | Monbus Obradoiro                | 34 | 23 | 11 | 2787 | 2527 | +260 | 57  | Promoción de Ascenso              |
| 6    | Súper Agropal Palencia          | 34 | 22 | 12 | 2959 | 2737 | +222 | 56  | Promoción de Ascenso              |
| 7    | Odilo FC Cartagena CB           | 34 | 16 | 18 | 2627 | 2840 | −213 | 50  | Promoción de Ascenso              |
| 8    | Inveready Gipuzkoa Basket       | 34 | 16 | 18 | 2667 | 2683 | −16  | 50  | Promoción de Ascenso              |
| 9    | Grupo Ureta Tizona Burgos       | 34 | 15 | 19 | 2987 | 3064 | −77  | 49  | Promoción de Ascenso              |
| 10   | Alimerka Oviedo Baloncesto      | 34 | 14 | 20 | 2673 | 2720 | −47  | 48  |                                   |
| 11   | Aircargobooking Ourense         | 34 | 14 | 20 | 2796 | 2843 | −47  | 48  |                                   |
| 12   | Grupo Alega Cantabria           | 34 | 13 | 21 | 2598 | 2811 | −213 | 47  |                                   |
| 13   | HLA Alicante                    | 34 | 13 | 21 | 2685 | 2696 | −11  | 47  |                                   |
| 14   | Caja Rural CB Zamora            | 34 | 13 | 21 | 2674 | 2791 | −117 | 47  |                                   |
| 15   | Hestia Menorca                  | 34 | 11 | 23 | 2514 | 2660 | −146 | 45  |                                   |
| 16   | UEMC Real Valladolid Baloncesto | 34 | 11 | 23 | 2658 | 2909 | −251 | 45  | Descenso a la Segunda FEB         |
| 17   | Amics Castelló                  | 34 | 10 | 24 | 2719 | 3014 | −295 | 44  | Descenso a la Segunda FEB         |
| 18   | CB Naturavia Morón              | 34 | 4  | 30 | 2430 | 2805 | −375 | 38  | Descenso a la Segunda FEB         |

 Fuente: FEB

### Evolución en la clasificación
La tabla lista la clasificación después de la conclusión de cada jornada. Para preservar la evolución cronológica de cada jornada, cualquier partido aplazado no es incluido en la jornada en qué era originalmente planificado, sino que son añadidos a la jornada siguiente inmediatamente después a la que fueron jugados.
| Equipo ╲ Jornada                | 1                      | 2  | 3  | 4  | 5  | 6  | 7  | 8  | 9  | 10 | 11 | 12 | 13 | 14 | 15 | 16 | 17 | 18 | 19 | 20 | 21 | 22 | 23 | 24 | 25 | 26 | 27 | 28 | 29 | 30 | 31 | 32 | 33 | 34 |   |
| ------------------------------- | ---------------------- | -- | -- | -- | -- | -- | -- | -- | -- | -- | -- | -- | -- | -- | -- | -- | -- | -- | -- | -- | -- | -- | -- | -- | -- | -- | -- | -- | -- | -- | -- | -- | -- | -- | - |
| Equipo ╲ Jornada                | Silbö San Pablo Burgos | 3  | 4  | 3  | 2  | 1  | 1  | 1  | 3  | 2  | 2  | 2  | 2  | 1  | 1  | 1  | 1  | 1  | 1  | 1  | 1  | 1  | 1  | 1  | 1  | 1  | 1  | 1  | 1  | 1  | 1  | 1  | 1  | 1  | 1 |
| Flexicar Fuenlabrada            | 4                      | 8  | 4  | 3  | 3  | 3  | 2  | 1  | 1  | 1  | 1  | 1  | 2  | 3  | 3  | 2  | 2  | 3  | 3  | 3  | 3  | 3  | 3  | 3  | 3  | 3  | 3  | 3  | 3  | 2  | 3  | 2  | 4  | 2  |   |
| Movistar Estudiantes            | 6                      | 2  | 5  | 4  | 5  | 5  | 3  | 2  | 3  | 3  | 3  | 3  | 3  | 2  | 2  | 3  | 3  | 2  | 2  | 2  | 2  | 2  | 2  | 2  | 2  | 2  | 2  | 2  | 2  | 3  | 2  | 3  | 2  | 3  |   |
| Real Betis Baloncesto           | 5                      | 3  | 2  | 6  | 4  | 4  | 5  | 5  | 4  | 4  | 4  | 4  | 4  | 4  | 4  | 4  | 5  | 4  | 4  | 4  | 4  | 4  | 4  | 4  | 4  | 4  | 4  | 4  | 4  | 4  | 4  | 4  | 3  | 4  |   |
| Monbus Obradoiro                | 13                     | 9  | 10 | 13 | 10 | 8  | 7  | 7  | 6  | 7  | 6  | 7  | 7  | 7  | 7  | 7  | 7  | 6  | 6  | 6  | 6  | 6  | 6  | 6  | 6  | 6  | 6  | 6  | 5  | 5  | 5  | 5  | 5  | 5  |   |
| Súper Agropal Palencia          | 9                      | 5  | 8  | 7  | 12 | 9  | 6  | 6  | 7  | 5  | 7  | 5  | 5  | 5  | 5  | 5  | 4  | 5  | 5  | 5  | 5  | 5  | 5  | 5  | 5  | 5  | 5  | 5  | 6  | 6  | 6  | 6  | 6  | 6  |   |
| Odilo FC Cartagena CB           | 18                     | 12 | 9  | 12 | 9  | 12 | 14 | 16 | 16 | 16 | 15 | 14 | 12 | 12 | 13 | 11 | 9  | 9  | 9  | 10 | 9  | 9  | 8  | 8  | 8  | 8  | 8  | 8  | 8  | 8  | 7  | 7  | 7  | 7  |   |
| Inveready Gipuzkoa Basket       | 14                     | 15 | 12 | 8  | 8  | 11 | 12 | 12 | 9  | 10 | 10 | 10 | 11 | 10 | 10 | 12 | 12 | 11 | 14 | 13 | 13 | 13 | 14 | 13 | 13 | 11 | 12 | 12 | 9  | 9  | 9  | 9  | 8  | 8  |   |
| Grupo Ureta Tizona Burgos       | 10                     | 16 | 13 | 9  | 7  | 7  | 9  | 8  | 8  | 8  | 8  | 8  | 8  | 8  | 8  | 8  | 8  | 8  | 7  | 7  | 7  | 7  | 7  | 7  | 7  | 7  | 7  | 7  | 7  | 7  | 8  | 8  | 9  | 9  |   |
| Alimerka Oviedo Baloncesto      | 17                     | 18 | 14 | 11 | 14 | 14 | 13 | 15 | 13 | 14 | 12 | 13 | 15 | 15 | 14 | 14 | 15 | 14 | 13 | 12 | 12 | 12 | 12 | 12 | 11 | 12 | 11 | 11 | 13 | 13 | 13 | 13 | 13 | 10 |   |
| Aircargobooking Ourense         | 1                      | 1  | 1  | 1  | 2  | 2  | 4  | 4  | 5  | 6  | 5  | 6  | 6  | 6  | 6  | 6  | 6  | 7  | 8  | 8  | 8  | 8  | 9  | 9  | 9  | 9  | 9  | 10 | 10 | 11 | 10 | 11 | 10 | 11 |   |
| Grupo Alega Cantabria           | 16                     | 14 | 18 | 15 | 16 | 16 | 15 | 13 | 15 | 15 | 16 | 15 | 12 | 14 | 15 | 16 | 16 | 16 | 16 | 16 | 16 | 15 | 13 | 14 | 14 | 15 | 16 | 16 | 15 | 16 | 16 | 14 | 14 | 12 |   |
| HLA Alicante                    | 12                     | 13 | 16 | 17 | 17 | 17 | 17 | 17 | 17 | 17 | 17 | 17 | 17 | 17 | 17 | 17 | 17 | 17 | 17 | 17 | 17 | 17 | 17 | 17 | 15 | 13 | 14 | 13 | 11 | 10 | 11 | 10 | 11 | 13 |   |
| Caja Rural CB Zamora            | 11                     | 7  | 6  | 5  | 6  | 6  | 10 | 11 | 10 | 9  | 9  | 9  | 9  | 9  | 9  | 9  | 10 | 10 | 11 | 9  | 11 | 11 | 10 | 10 | 10 | 10 | 10 | 9  | 12 | 12 | 12 | 12 | 12 | 14 |   |
| Hestia Menorca                  | 8                      | 6  | 7  | 10 | 13 | 13 | 11 | 10 | 12 | 13 | 14 | 12 | 14 | 13 | 11 | 13 | 13 | 13 | 10 | 11 | 10 | 10 | 11 | 11 | 12 | 14 | 13 | 14 | 14 | 14 | 14 | 16 | 16 | 15 |   |
| UEMC Real Valladolid Baloncesto | 7                      | 11 | 15 | 16 | 15 | 15 | 16 | 14 | 14 | 11 | 13 | 16 | 16 | 16 | 16 | 15 | 14 | 15 | 15 | 15 | 15 | 16 | 15 | 15 | 16 | 16 | 15 | 15 | 16 | 15 | 15 | 15 | 15 | 16 |   |
| Amics Castelló                  | 2                      | 10 | 11 | 14 | 11 | 10 | 8  | 9  | 11 | 12 | 11 | 11 | 10 | 11 | 12 | 10 | 11 | 12 | 12 | 14 | 14 | 14 | 16 | 16 | 17 | 17 | 17 | 17 | 17 | 17 | 17 | 17 | 17 | 17 |   |
| CB Naturavia Morón              | 15                     | 17 | 17 | 18 | 18 | 18 | 18 | 18 | 18 | 18 | 18 | 18 | 18 | 18 | 18 | 18 | 18 | 18 | 18 | 18 | 18 | 18 | 18 | 18 | 18 | 18 | 18 | 18 | 18 | 18 | 18 | 18 | 18 | 18 |   |

### Resultados
| Local \ Visitante               | COB    | OCB    | CAS     | ZAM   | MOR    | FUE    | CAN    | TIZ    | MEN   | ALI   | GIP     | OBR     | EST    | CAR    | RBB    | SPB    | PAL    | RVB    |
| ------------------------------- | ------ | ------ | ------- | ----- | ------ | ------ | ------ | ------ | ----- | ----- | ------- | ------- | ------ | ------ | ------ | ------ | ------ | ------ |
| Aircargobooking Ourense         | —      | 78–94  | 96–77   | 79–73 | 99–66  | 89–90  | 93–65  | 86–87  | 77–81 | 85–81 | 76–83   | 77–85   | 73–79  | 101–73 | 94–86  | 60–74  | 94–84  | 95–84  |
| Alimerka Oviedo Baloncesto      | 63–73  | —      | 87–76   | 72–65 | 74–61  | 70–80  | 95–70  | 98–84  | 75–66 | 78–74 | 87–73   | 68–74   | 76–78  | 73–87  | 68–78  | 72–78  | 71–91  | 105–69 |
| Amics Castelló                  | 95–86  | 90–68  | —       | 72–84 | 83–64  | 78–88  | 89–68  | 94–97  | 68–63 | 83–73 | 65–70   | 73–68   | 85–89  | 83–87  | 60–94  | 71–90  | 101–96 | 83–102 |
| Caja Rural CB Zamora            | 93–84  | 100–71 | 96–87   | —     | 84–71  | 71–73  | 71–82  | 81–94  | 86–73 | 84–86 | 84–75   | 60–90   | 64–94  | 94–83  | 95–105 | 73–79  | 84–77  | 89–68  |
| CB Naturavia Morón              | 89–59  | 84–89  | 84–79   | 68–84 | —      | 61–79  | 68–87  | 80–99  | 63–69 | 72–65 | 74–81   | 70–99   | 93–99  | 64–68  | 63–76  | 66–89  | 86–91  | 71–89  |
| Flexicar Fuenlabrada            | 81–74  | 93–97  | 94–74   | 91–64 | 82–65  | —      | 94–70  | 95–67  | 92–89 | 85–63 | 92–80   | 84–68   | 97–91  | 79–65  | 90–73  | 70–79  | 82–73  | 95–82  |
| Grupo Alega Cantabria           | 86–77  | 80–73  | 96–76   | 89–71 | 85–81  | 67–75  | —      | 83–80  | 86–87 | 83–72 | 101–108 | 58–85   | 75–92  | 84–69  | 81–76  | 74–85  | 59–83  | 68–73  |
| Grupo Ureta Tizona Burgos       | 83–84  | 106–81 | 105–107 | 81–88 | 97–73  | 100–80 | 90–87  | —      | 94–92 | 90–96 | 88–79   | 100–102 | 94–91  | 103–96 | 69–91  | 73–88  | 85–91  | 94–85  |
| Hestia Menorca                  | 65–84  | 69–64  | 90–66   | 76–69 | 70–58  | 72–83  | 84–62  | 88–95  | —     | 73–71 | 72–81   | 76–81   | 66–77  | 86–87  | 78–83  | 54–85  | 84–78  | 65–67  |
| HLA Alicante                    | 90–71  | 87–79  | 78–82   | 68–70 | 86–74  | 69–81  | 60–75  | 104–89 | 96–68 | —     | 95–82   | 90–85   | 88–77  | 110–70 | 57–64  | 90–88  | 95–96  | 64–73  |
| Inveready Gipuzkoa Basket       | 87–78  | 99–92  | 83–77   | 86–78 | 65–52  | 71–81  | 83–60  | 90–69  | 60–57 | 79–83 | —       | 77–86   | 75–88  | 84–85  | 62–77  | 81–84  | 85–87  | 90–69  |
| Monbus Obradoiro                | 68–71  | 76–65  | 100–72  | 93–59 | 78–65  | 75–79  | 93–54  | 95–89  | 83–67 | 82–70 | 63–65   | —       | 90–73  | 88–62  | 71–67  | 85–91  | 77–76  | 91–79  |
| Movistar Estudiantes            | 88–81  | 76–81  | 108–85  | 90–84 | 87–70  | 90–78  | 101–76 | 105–88 | 82–69 | 85–70 | 76–66   | 82–69   | —      | 91–68  | 86–82  | 91–95  | 104–98 | 87–76  |
| Odilo FC Cartagena CB           | 92–80  | 72–71  | 107–106 | 73–70 | 79–76  | 76–78  | 87–78  | 83–65  | 78–70 | 72–69 | 81–73   | 73–68   | 70–80  | —      | 72–85  | 73–83  | 67–100 | 76–80  |
| Real Betis Baloncesto           | 94–89  | 86–77  | 100–61  | 92–72 | 74–68  | 94–72  | 88–77  | 95–76  | 89–65 | 79–68 | 92–78   | 77–78   | 75–71  | 82–66  | —      | 90–89  | 85–68  | 89–59  |
| Silbö San Pablo Burgos          | 106–81 | 79–69  | 95–68   | 89–73 | 101–71 | 87–74  | 86–67  | 77–73  | 91–81 | 72–65 | 90–68   | 95–82   | 100–88 | 112–84 | 87–67  | —      | 88–77  | 88–61  |
| Súper Agropal Palencia          | 114–81 | 90–78  | 107–76  | 79–75 | 81–68  | 89–88  | 85–77  | 102–79 | 84–72 | 80–64 | 78–69   | 91–83   | 80–87  | 88–71  | 87–68  | 85–87  | —      | 90–75  |
| UEMC Real Valladolid Baloncesto | 87–91  | 78–82  | 101–77  | 91–86 | 78–91  | 62–96  | 81–88  | 97–104 | 65–77 | 90–88 | 66–79   | 72–76   | 73–87  | 86–75  | 75–85  | 73–104 | 92–83  | —      |

## Playoffs
Los playoffs se disputaron entre el 16 de mayo y el 8 de junio de 2025.
|  | Cuartos de final            | Cuartos de final            | Cuartos de final            | Cuartos de final         | Cuartos de final         | Cuartos de final         |                        |                        | Semifinales            | Semifinales            | Semifinales            | Semifinales | Semifinales | Semifinales |  |  | Final | Final | Final | Final | Final | Final |
|  |                             |                             |                             |                          |                          |                          |                        |                        |                        |                        |                        |             |             |             |  |  |       |       |       |       |       |       |
|  |                             |                             |                             |                          |                          |                          |                        |                        |                        |                        |                        |             |             |             |  |  |       |       |       |       |       |       |
|  |                             |                             |                             |                          |                          |                          |                        |                        |                        |                        |                        |             |             |             |  |  |       |       |       |       |       |       |
|  | 2 Flexicar Fuenlabrada      | 2 Flexicar Fuenlabrada      | 2 Flexicar Fuenlabrada      | 92                       | 83                       | 90                       |                        |                        |                        |                        |                        |             |             |             |  |  |       |       |       |       |       |       |
|  | 2 Flexicar Fuenlabrada      | 2 Flexicar Fuenlabrada      | 2 Flexicar Fuenlabrada      | 92                       | 83                       | 90                       |                        |                        |                        |                        |                        |             |             |             |  |  |       |       |       |       |       |       |
|  | 9 Grupo Ureta Tizona Burgos | 9 Grupo Ureta Tizona Burgos | 9 Grupo Ureta Tizona Burgos | 62                       | 70                       | 79                       |                        |                        |                        |                        |                        |             |             |             |  |  |       |       |       |       |       |       |
|  | 9 Grupo Ureta Tizona Burgos | 9 Grupo Ureta Tizona Burgos | 9 Grupo Ureta Tizona Burgos | 62                       | 70                       | 79                       | 2 Flexicar Fuenlabrada | 2 Flexicar Fuenlabrada | 2 Flexicar Fuenlabrada | 2 Flexicar Fuenlabrada | 2 Flexicar Fuenlabrada | 75          |             |             |  |  |       |       |       |       |       |       |
|  |                             |                             |                             |                          |                          |                          | 2 Flexicar Fuenlabrada | 2 Flexicar Fuenlabrada | 2 Flexicar Fuenlabrada | 2 Flexicar Fuenlabrada | 2 Flexicar Fuenlabrada | 75          |             |             |  |  |       |       |       |       |       |       |
|  |                             | 6 Súper Agropal Palencia    | 6 Súper Agropal Palencia    | 6 Súper Agropal Palencia | 6 Súper Agropal Palencia | 6 Súper Agropal Palencia | 73                     |                        |                        |                        |                        |             |             |             |  |  |       |       |       |       |       |       |
|  | 5 Monbus Obradoiro          | 5 Monbus Obradoiro          | 6 Súper Agropal Palencia    | 6 Súper Agropal Palencia | 6 Súper Agropal Palencia | 6 Súper Agropal Palencia | 73                     | 87                     | 72                     | 94                     | 83                     |             |             |             |  |  |       |       |       |       |       |       |
|  | 5 Monbus Obradoiro          | 5 Monbus Obradoiro          |                             |                          |                          |                          |                        |                        | 72                     | 94                     | 83                     |             |             |             |  |  |       |       |       |       |       |       |
|  | 6 Súper Agropal Palencia    | 6 Súper Agropal Palencia    | 83                          | 85                       | 101                      | 92                       |                        |                        |                        |                        |                        |             |             |             |  |  |       |       |       |       |       |       |
|  | 6 Súper Agropal Palencia    | 6 Súper Agropal Palencia    | 83                          | 85                       | 101                      | 92                       | 2 Flexicar Fuenlabrada | 2 Flexicar Fuenlabrada | 2 Flexicar Fuenlabrada | 2 Flexicar Fuenlabrada | 2 Flexicar Fuenlabrada | 92          |             |             |  |  |       |       |       |       |       |       |
|  |                             |                             |                             |                          |                          |                          | 2 Flexicar Fuenlabrada | 2 Flexicar Fuenlabrada | 2 Flexicar Fuenlabrada | 2 Flexicar Fuenlabrada | 2 Flexicar Fuenlabrada | 92          |             |             |  |  |       |       |       |       |       |       |
|  |                             | 4 Real Betis Baloncesto     | 4 Real Betis Baloncesto     | 4 Real Betis Baloncesto  | 4 Real Betis Baloncesto  | 4 Real Betis Baloncesto  | 97                     |                        |                        |                        |                        |             |             |             |  |  |       |       |       |       |       |       |
|  | 3 Movistar Estudiantes      | 3 Movistar Estudiantes      | 3 Movistar Estudiantes      | 4 Real Betis Baloncesto  | 4 Real Betis Baloncesto  | 4 Real Betis Baloncesto  | 97                     | 83                     | 86                     | 72                     |                        |             |             |             |  |  |       |       |       |       |       |       |
|  | 3 Movistar Estudiantes      | 3 Movistar Estudiantes      | 3 Movistar Estudiantes      |                          |                          |                          |                        |                        |                        | 72                     |                        |             |             |             |  |  |       |       |       |       |       |       |
|  | 8 Inveready Gipuzkoa Basket | 8 Inveready Gipuzkoa Basket | 8 Inveready Gipuzkoa Basket | 71                       | 84                       | 68                       |                        |                        |                        |                        |                        |             |             |             |  |  |       |       |       |       |       |       |
|  | 8 Inveready Gipuzkoa Basket | 8 Inveready Gipuzkoa Basket | 8 Inveready Gipuzkoa Basket | 71                       | 84                       | 68                       | 3 Movistar Estudiantes | 3 Movistar Estudiantes | 3 Movistar Estudiantes | 3 Movistar Estudiantes | 3 Movistar Estudiantes | 82          |             |             |  |  |       |       |       |       |       |       |
|  |                             |                             |                             |                          |                          |                          | 3 Movistar Estudiantes | 3 Movistar Estudiantes | 3 Movistar Estudiantes | 3 Movistar Estudiantes | 3 Movistar Estudiantes | 82          |             |             |  |  |       |       |       |       |       |       |
|  |                             | 4 Real Betis Baloncesto     | 4 Real Betis Baloncesto     | 4 Real Betis Baloncesto  | 4 Real Betis Baloncesto  | 4 Real Betis Baloncesto  | 86                     |                        |                        |                        |                        |             |             |             |  |  |       |       |       |       |       |       |
|  | 4 Real Betis Baloncesto     | 4 Real Betis Baloncesto     | 4 Real Betis Baloncesto     | 4 Real Betis Baloncesto  | 4 Real Betis Baloncesto  | 4 Real Betis Baloncesto  | 86                     | 95                     | 77                     | 83                     | 88                     | 87          |             |             |  |  |       |       |       |       |       |       |
|  | 4 Real Betis Baloncesto     |                             |                             |                          |                          |                          |                        | 95                     | 77                     | 83                     | 88                     | 87          |             |             |  |  |       |       |       |       |       |       |
|  | 7 Odilo FC Cartagena CB     | 94                          | 85                          | 87                       | 80                       | 68                       |                        |                        |                        |                        |                        |             |             |             |  |  |       |       |       |       |       |       |
|  | 7 Odilo FC Cartagena CB     | 94                          | 85                          | 87                       | 80                       | 68                       |                        |                        |                        |                        |                        |             |             |             |  |  |       |       |       |       |       |       |

### Partidos

#### Cuartos de final
Flexicar Fuenlabrada v Grupo Ureta Tizona Burgos
| 16 de mayo de 2025 | Flexicar Fuenlabrada                                                      | 92–62                                 | Grupo Ureta Tizona Burgos                          | Fuenlabrada |  |
| 20:30              | Parciales: 23–11, 25–16, 20–17, 24–18                                     | Parciales: 23–11, 25–16, 20–17, 24–18 | Parciales: 23–11, 25–16, 20–17, 24–18              | |  |
|                    | Estadísticas Matulionis 15 Bilbao 10 Jorgensen 4 Jorgensen, Zurbriggen 18 | Reporte Pts Reb Asts Val              | Estadísticas 13 Díaz 7 Rodríguez 4 Soluade 20 Díaz | Pabellón: Pabellón Fernando Martín Asistencia: 3543 espectadores Árbitros: Leandro Nicolás Lezcano Antonio Manuel Zamora Rodríguez Jordi Domingo Villalta |  |

| 18 de mayo de 2025 | Flexicar Fuenlabrada                                      | 83–70                                 | Grupo Ureta Tizona Burgos                             | Fuenlabrada |  |
| 19:00              | Parciales: 22–23, 27–21, 19–10, 15–16                     | Parciales: 22–23, 27–21, 19–10, 15–16 | Parciales: 22–23, 27–21, 19–10, 15–16                 | |  |
|                    | Estadísticas Jorgensen 20 Bilbao 7 Westermann 6 Nwogbo 18 | Reporte Pts Reb Asts Val              | Estadísticas 18 Pacheco 11 Thiam 5 Pacheco 17 Pacheco | Pabellón: Pabellón Fernando Martín Asistencia: 3228 espectadores Árbitros: Carlos Javier García León Juan Ramón Hurtado Almansa Eva Aresté Giralt |  |

| 23 de mayo de 2025 | Grupo Ureta Tizona Burgos                           | 79–90                                 | Flexicar Fuenlabrada                                        | Burgos |  |
| 20:45              | Parciales: 26–23, 19–29, 18–26, 16–12               | Parciales: 26–23, 19–29, 18–26, 16–12 | Parciales: 26–23, 19–29, 18–26, 16–12                       | |  |
|                    | Estadísticas Pacheco 16 Díaz 9 Pacheco 5 Pacheco 22 | Reporte Pts Reb Asts Val              | Estadísticas 20 Durán, Nwogbo 6 Cruz 4 Zurbriggen 27 Nwogbo | Pabellón: Polideportivo municipal El Plantío Asistencia: 1000 espectadores Árbitros: Germán Morales Ruiz Héctor Báez Batista Josep María Olivares Bernabeu |  |

Monbus Obradoiro v Súper Agropal Palencia
| 16 de mayo de 2025 | Monbus Obradoiro                                            | 87–83                                 | Súper Agropal Palencia                                 | Santiago de Compostela |  |
| 20:00              | Parciales: 28–32, 17–12, 19–19, 23–20                       | Parciales: 28–32, 17–12, 19–19, 23–20 | Parciales: 28–32, 17–12, 19–19, 23–20                  | |  |
|                    | Estadísticas Balvín 16 Brodziansky 6 Barcello 6 Barcello 23 | Reporte Pts Reb Asts Val              | Estadísticas 21 Kunkel 8 Krutwig 5 Wintering 18 Kunkel | Pabellón: Multiusos Fontes do Sar Asistencia: 5573 espectadores Árbitros: Asier Quintas Álvarez Javier Ávila Zurita Héctor Sanhermelando García |  |

| 18 de mayo de 2025 | Monbus Obradoiro                                                     | 72–85                                 | Súper Agropal Palencia                           | Santiago de Compostela |  |
| 18:15              | Parciales: 17–19, 24–12, 15–28, 16–26                                | Parciales: 17–19, 24–12, 15–28, 16–26 | Parciales: 17–19, 24–12, 15–28, 16–26            | |  |
|                    | Estadísticas Brodziansky, Quintela 14 Balvín 10 Faggiano 5 Balvín 19 | Reporte Pts Reb Asts Val              | Estadísticas 20 Borg 7 Krutwig 5 Borg 27 Krutwig | Pabellón: Multiusos Fontes do Sar Asistencia: 5701 espectadores Árbitros: Germán Morales Ruiz Víctor Mas Cagide Cristina Adán Rodríguez |  |

| 23 de mayo de 2025 | Súper Agropal Palencia                             | 101–94 (OT)                                        | Monbus Obradoiro                                                 | Palencia |  |
| 20:00              | Parciales: 19–21, 27–26, 22–15, 18–24 (T.E.: 15–8) | Parciales: 19–21, 27–26, 22–15, 18–24 (T.E.: 15–8) | Parciales: 19–21, 27–26, 22–15, 18–24 (T.E.: 15–8)               | |  |
|                    | Estadísticas Vaulet 21 Krutwig 9 Borg 7 Krutwig 21 | Reporte Pts Reb Asts Val                           | Estadísticas 27 Barcello 8 Balvín 5 Balvín, Barcello 27 Barcello | Pabellón: Pabellón municipal de Palencia Asistencia: 4904 espectadores Árbitros: Francisco José Zafra Guerra Leandro Nicolás Lezcano Francisco González Cuervo |  |

| 25 de mayo de 2025 | Súper Agropal Palencia                                            | 92–83                                 | Monbus Obradoiro                                         | Palencia |  |
| 20:00              | Parciales: 20–15, 23–26, 16–18, 33–24                             | Parciales: 20–15, 23–26, 16–18, 33–24 | Parciales: 20–15, 23–26, 16–18, 33–24                    | |  |
|                    | Estadísticas Wintering 26 Wintering, Vaulet 5 Borg 5 Wintering 31 | Reporte Pts Reb Asts Val              | Estadísticas 18 Davison 5 Brodziansky 8 Balvín 22 Balvín | Pabellón: Pabellón municipal de Palencia Asistencia: 4985 espectadores Árbitros: Ángel de Lucas de Lucas Ariadna Chueca Moreno Antonio Manuel Zamora Rodríguez |  |

Movistar Estudiantes v Inveready Gipuzkoa Basket
| 16 de mayo de 2025 | Movistar Estudiantes                                    | 83–71                                 | Inveready Gipuzkoa Basket                                | Madrid |  |
| 19:30              | Parciales: 23–18, 18–11, 22–16, 20–26                   | Parciales: 23–18, 18–11, 22–16, 20–26 | Parciales: 23–18, 18–11, 22–16, 20–26                    | |  |
|                    | Estadísticas Rodríguez 18 Kravić 10 Granger 7 Kravic 25 | Reporte Pts Reb Asts Val              | Estadísticas 18 Smith 8 Ansorregi 8 Ansorregi 12 Johnson | Pabellón: Movistar Arena Asistencia: 9935 espectadores Árbitros: Francisco José Zafra Guerra Juan Pedro Morales García-Alcaide Juan Gabriel Carpallo Miguélez |  |

| 18 de mayo de 2025 | Movistar Estudiantes                                           | 86–84                                 | Inveready Gipuzkoa Basket                              | Madrid |  |
| 18:00              | Parciales: 19–21, 13–12, 25–25, 29–26                          | Parciales: 19–21, 13–12, 25–25, 29–26 | Parciales: 19–21, 13–12, 25–25, 29–26                  | |  |
|                    | Estadísticas Rodríguez, Garino 16 Kravić 8 Granger 6 Garino 17 | Reporte Pts Reb Asts Val              | Estadísticas 19 Johnson 7 N'Guessan 5 Motos 20 Johnson | Pabellón: Movistar Arena Asistencia: 1459 espectadores Árbitros: Paula Lema Parga Daniel Checa Nebot Jaime Gómez Luque |  |

| 23 de mayo de 2025 | Inveready Gipuzkoa Basket                         | 68–72                                 | Movistar Estudiantes                                         | San Sebastián |  |
| 20:30              | Parciales: 23–22, 18–19, 13–12, 14–19             | Parciales: 23–22, 18–19, 13–12, 14–19 | Parciales: 23–22, 18–19, 13–12, 14–19                        | |  |
|                    | Estadísticas Díaz 22 Díaz, Motos 4 Díaz 5 Díaz 27 | Reporte Pts Reb Asts Val              | Estadísticas 27 Granger 10 Kravić 3 Granger, Díaz 23 Granger | Pabellón: Amenabar Arena Asistencia: 11 000 espectadores Árbitros: Jacobo Rial Barreiro Javier Ávila Zurita Fernando Ibáñez García |  |

Real Betis Baloncesto v Odilo FC Cartagena CB
| 16 de mayo de 2025 | Real Betis Baloncesto                                                                   | 95–94 (OT)                                         | Odilo FC Cartagena CB                                                 | Sevilla |  |
| 20:45              | Parciales: 21–20, 21–16, 15–22, 28–27 (T.E.: 10–9)                                      | Parciales: 21–20, 21–16, 15–22, 28–27 (T.E.: 10–9) | Parciales: 21–20, 21–16, 15–22, 28–27 (T.E.: 10–9)                    | |  |
|                    | Estadísticas Hughes, Cvetković 20 Hughes, Olumuyiwa 5 Cvetković, Renfroe 4 Cvetković 27 | Reporte Pts Reb Asts Val                           | Estadísticas 19 Hermanson Ugochukwu 7 5 Martín 14 González, Hermanson | Pabellón: Polideportivo San Pablo Asistencia: 1352 espectadores Árbitros: Ariadna Chueca Moreno Jesús Marcos Martínez Prada José Carlos Sierra Carrillo |  |

| 18 de mayo de 2025 | Real Betis Baloncesto                                | 77–85                                 | Odilo FC Cartagena CB                                | Sevilla |  |
| 18:30              | Parciales: 22–24, 17–26, 23–19, 15–16                | Parciales: 22–24, 17–26, 23–19, 15–16 | Parciales: 22–24, 17–26, 23–19, 15–16                | |  |
|                    | Estadísticas Hughes 33 Hughes 10 Renfroe 5 Hughes 34 | Reporte Pts Reb Asts Val              | Estadísticas 20 Jordá 6 Ugochukwu 6 Martín 15 Martín | Pabellón: Polideportivo San Pablo Asistencia: 1388 espectadores Árbitros: Ángel de Lucas de Lucas Enrique Miguel López Herrada Jorge Caamaño Muñoz |  |

| 23 de mayo de 2025 | Odilo FC Cartagena CB                                       | 87–83 (OT)                                         | Real Betis Baloncesto                                         | Cartagena |  |
| 21:00              | Parciales: 16–26, 23–21, 15–17, 22–12 (T.E.: 11–7)          | Parciales: 16–26, 23–21, 15–17, 22–12 (T.E.: 11–7) | Parciales: 16–26, 23–21, 15–17, 22–12 (T.E.: 11–7)            | |  |
|                    | Estadísticas Ugochukwu 20 Ugochukwu 7 Martín 4 Ugochukwu 22 | Reporte Pts Reb Asts Val                           | Estadísticas 25 Hughes 7 Radončić 2 cinco jugadores 20 Hughes | Pabellón: Palacio de Deportes de Cartagena Asistencia: 4522 espectadores Árbitros: Asier Quintas Álvarez Juan Ramón Hurtado Almansa Rodrigo Palanca Page |  |

| 25 de mayo de 2025 | Odilo FC Cartagena CB                                                               | 80–88                                 | Real Betis Baloncesto                                | Cartagena |  |
| 12:30              | Parciales: 15–29, 25–19, 22–26, 18–14                                               | Parciales: 15–29, 25–19, 22–26, 18–14 | Parciales: 15–29, 25–19, 22–26, 18–14                | |  |
|                    | Estadísticas Jordá, Ugochukwu 15 van Eyck 8 tres jugadores 2 van Eick, Ugochukwu 16 | Reporte Pts Reb Asts Val              | Estadísticas 22 López 7 Radončić 5 Renfroe 23 Hughes | Pabellón: Palacio de Deportes de Cartagena Asistencia: 4731 espectadores Árbitros: Carlos Javier García León Leandro Nicolás Lezcano Cristina Adán Rodríguez |  |

| 30 de mayo de 2025 | Real Betis Baloncesto                                            | 87–68                                 | Odilo FC Cartagena CB                                   | Sevilla |  |
| 20:30              | Parciales: 30–17, 18–19, 21–18, 18–14                            | Parciales: 30–17, 18–19, 21–18, 18–14 | Parciales: 30–17, 18–19, 21–18, 18–14                   | |  |
|                    | Estadísticas Hughes 18 DeBisschop, Renfroe 8 Renfroe 4 Hughes 28 | Reporte Pts Reb Asts Val              | Estadísticas 14 Jordá 8 Ugochukwu 5 Martín 16 Ugochukwu | Pabellón: Polideportivo San Pablo Asistencia: 3879 espectadores Árbitros: Germán Morales Ruiz Francisco José Zafra Guerra Víctor Mas Cagide |  |

#### Final Four
Semifinales
| 7 de junio de 2025 | Flexicar Fuenlabrada                                       | 75–73                               | Súper Agropal Palencia                                  | Madrid |  |
| 20:00              | Parciales: 9–16, 23–14, 21–34, 22–9                        | Parciales: 9–16, 23–14, 21–34, 22–9 | Parciales: 9–16, 23–14, 21–34, 22–9                     | |  |
|                    | Estadísticas Nwogbo 26 McGrew 8 tres jugadores 2 Nwogbo 35 | Reporte Pts Reb Asts Val            | Estadísticas 26 Borg 8 Vaulet 3 Wintering, Borg 24 Borg | Pabellón: Caja Mágica Asistencia: 5960 espectadores Árbitros: Francisco José Zafra Guerra Leandro Nicolás Lezcano Cristina Adán Rodríguez |  |

| 7 de junio de 2025 | Movistar Estudiantes                                    | 82–86                                 | Real Betis Baloncesto                                        | Madrid |  |
| 17:00              | Parciales: 16–21, 16–21, 28–22, 22–22                   | Parciales: 16–21, 16–21, 28–22, 22–22 | Parciales: 16–21, 16–21, 28–22, 22–22                        | |  |
|                    | Estadísticas Granger 16 Alderete 7 Granger 8 Granger 16 | Reporte Pts Reb Asts Val              | Estadísticas 28 Hughes 8 Radončić 3 tres jugadores 41 Hughes | Pabellón: Caja Mágica Asistencia: 5960 espectadores Árbitros: Germán Morales Ruiz Víctor Mas Cagide Juan Ramón Hurtado Almansa |  |

Final
| 8 de junio de 2025 | Flexicar Fuenlabrada                                         | 92–97 (OT)                                          | Real Betis Baloncesto                               | Madrid |  |
| 17:30              | Parciales: 17–25, 24–22, 15–18, 25–16 (T.E.: 11–16)          | Parciales: 17–25, 24–22, 15–18, 25–16 (T.E.: 11–16) | Parciales: 17–25, 24–22, 15–18, 25–16 (T.E.: 11–16) | |  |
|                    | Estadísticas Jorgensen 26 Nwogbo 6 Westermann 3 Jorgensen 23 | Reporte Pts Reb Asts Val                            | Estadísticas 24 Benite 7 Hughes 6 Renfroe 25 Benite | Pabellón: Caja Mágica Asistencia: 4225 espectadores Árbitros: Francisco José Zafra Guerra Carlos Javier García León Leandro Nicolás Lezcano |  |

## Estadísticas
Hasta el 9 de mayo de 2025.

### Puntos
| Rank | Nombre         | Equipo                    | Part. | Pts. | PPP   |
| ---- | -------------- | ------------------------- | ----- | ---- | ----- |
| 1    | Jalen Cone     | Hestia Menorca            | 26    | 426  | 16.38 |
| 2    | Mark Hughes    | Real Betis Baloncesto     | 34    | 553  | 16.26 |
| 3    | Lance Jones    | Grupo Ureta Tizona Burgos | 29    | 465  | 16.03 |
| 4    | Jayson Granger | Movistar Estudiantes      | 33    | 512  | 15.52 |
| 5    | Kevin Larsen   | HLA Alicante              | 34    | 521  | 15.32 |

### Rebotes
| Rank | Nombre          | Equipo                          | Part. | Rebs. | RPP  |
| ---- | --------------- | ------------------------------- | ----- | ----- | ---- |
| 1    | Ondřej Balvín   | Monbus Obradoiro                | 24    | 193   | 8.04 |
| 2    | Shemar Wilson   | UEMC Real Valladolid Baloncesto | 26    | 182   | 7    |
| 3    | Kevin Larsen    | HLA Alicante                    | 34    | 236   | 6.94 |
| 4    | Cameron Krutwig | Súper Agropal Palencia          | 34    | 231   | 6.79 |
| 5    | Jonas Paukštė   | Caja Rural CB Zamora            | 30    | 199   | 6.63 |

### Asistencias
| Rank | Nombre               | Equipo                    | Part. | Asist. | APP  |
| ---- | -------------------- | ------------------------- | ----- | ------ | ---- |
| 1    | Jayson Granger       | Movistar Estudiantes      | 33    | 218    | 6.61 |
| 2    | Caio Pacheco         | Grupo Ureta Tizona Burgos | 34    | 184    | 5.41 |
| 3    | Alex Renfroe         | Real Betis Baloncesto     | 34    | 180    | 5.29 |
| 4    | Joan Faner           | Amics Castelló            | 26    | 109    | 4.19 |
| 5    | Jón Axel Guðmundsson | Silbö San Pablo Burgos    | 32    | 127    | 3.97 |

### Valoración
| Rank | Nombre         | Equipo                | Part. | Val. | VPP   |
| ---- | -------------- | --------------------- | ----- | ---- | ----- |
| 1    | Kevin Larsen   | HLA Alicante          | 34    | 716  | 21.06 |
| 2    | Jayson Granger | Movistar Estudiantes  | 33    | 661  | 20.03 |
| 3    | Mirza Bulić    | Grupo Alega Cantabria | 34    | 604  | 17.76 |
| 4    | Ondřej Balvín  | Monbus Obradoiro      | 24    | 420  | 17.5  |
| 5    | Mark Hughes    | Real Betis Baloncesto | 34    | 590  | 17.35 |

## Jugador de la jornada

#### Liga regular
| Jornada | Jugador            | Equipo                              | Val | Ref    |
| ------- | ------------------ | ----------------------------------- | --- | ------ |
| 1       | Víctor Arteaga     | Hestia Menorca                      | 34  | [ 28 ] |
| 2       | Mirza Bulić        | Grupo Alega Cantabria               | 33  | [ 29 ] |
| 3       | Joaquín Valinotti  | Alimerka Oviedo Baloncesto          | 38  | [ 30 ] |
| 4       | Diogo Brito        | Aircargobooking Ourense             | 32  | [ 31 ] |
| 5       | Lionel Kouadio     | CB Naturavia Morón                  | 30  | [ 32 ] |
| 6       | Eric Stutz         | Amics Castelló                      | 27  | [ 33 ] |
| 7       | Devin Schmidt      | Movistar Estudiantes                | 31  | [ 34 ] |
| 7       | Lotanna Nwogbo     | Flexicar Fuenlabrada                | 31  | [ 34 ] |
| 8       | Cameron Krutwig    | Súper Agropal Palencia              | 32  | [ 35 ] |
| 8       | Gonzalo Corbalán   | Silbö San Pablo Burgos              | 32  | [ 35 ] |
| 9       | Maj Kovačević      | UEMC Real Valladolid Baloncesto     | 30  | [ 36 ] |
| 10      | Jalen Tate         | Amics Castelló (2)                  | 40  | [ 37 ] |
| 11      | Jayson Granger     | Movistar Estudiantes (2)            | 34  | [ 38 ] |
| 12      | Lionel Kouadio (2) | CB Naturavia Morón (2)              | 41  | [ 39 ] |
| 13      | Jordan King        | HLA Alicante                        | 35  | [ 40 ] |
| 13      | Jalen Tate (2)     | Amics Castelló (3)                  | 35  | [ 40 ] |
| 14      | Jayson Granger (2) | Movistar Estudiantes (3)            | 33  | [ 41 ] |
| 14      | Jordan Walker      | Caja Rural CB Zamora                | 33  | [ 41 ] |
| 15      | Alex Renfroe       | Real Betis Baloncesto               | 37  | [ 42 ] |
| 16      | Paul Jorgensen     | Flexicar Fuenlabrada (2)            | 30  | [ 43 ] |
| 17      | Mike Torres        | UEMC Real Valladolid Baloncesto (2) | 37  | [ 44 ] |
| 18      | Mateo Díaz         | Inveready Gipuzkoa Basket           | 32  | [ 45 ] |
| 19      | Kevin Larsen       | HLA Alicante (2)                    | 41  | [ 46 ] |
| 20      | Kevin Larsen (2)   | HLA Alicante (3)                    | 36  | [ 47 ] |
| 21      | Caio Pacheco       | Grupo Ureta Tizona Burgos           | 34  | [ 48 ] |
| 22      | Juampi Vaulet      | Súper Agropal Palencia (2)          | 35  | [ 49 ] |
| 23      | Josip Vrankić      | Inveready Gipuzkoa Basket (2)       | 35  | [ 50 ] |
| 24      | Kevin Larsen (3)   | HLA Alicante (4)                    | 38  | [ 51 ] |
| 25      | Mirza Bulić (2)    | Grupo Alega Cantabria (2)           | 42  | [ 52 ] |
| 26      | Alex Renfroe (2)   | Real Betis Baloncesto (2)           | 43  | [ 53 ] |
| 27      | Dejan Kravić       | Movistar Estudiantes (4)            | 34  | [ 54 ] |
| 28      | Jordan King (2)    | HLA Alicante (5)                    | 31  | [ 55 ] |
| 28      | Daishon Smith      | Inveready Gipuzkoa Basket (3)       | 31  | [ 55 ] |
| 29      | Dani Díez          | Silbö San Pablo Burgos (2)          | 32  | [ 56 ] |
| 30      | Daishon Smith (2)  | Inveready Gipuzkoa Basket (4)       | 34  | [ 57 ] |
| 31      | Diogo Brito (2)    | Aircargobooking Ourense (2)         | 33  | [ 58 ] |
| 32      | Mirza Bulić (3)    | Grupo Alega Cantabria (3)           | 35  | [ 59 ] |
| 33      | Spencer Littleson  | Grupo Alega Cantabria (4)           | 36  | [ 60 ] |
| 34      | Millán Jiménez     | Monbus Obradoiro                    | 26  | [ 61 ] |
| 34      | Jacobo Díaz        | Grupo Ureta Tizona Burgos (2)       | 26  | [ 61 ] |

#### Playoffs
| Jornada   | Jugador              | Equipo                        | Val | Ref    |
| --------- | -------------------- | ----------------------------- | --- | ------ |
| Partido 1 | Aleksandar Cvetković | Real Betis Baloncesto (3)     | 27  | [ 62 ] |
| Partido 2 | Mark Hughes          | Real Betis Baloncesto (4)     | 34  | [ 63 ] |
| Partido 3 | Mateo Díaz (2)       | Inveready Gipuzkoa Basket (5) | 27  | [ 64 ] |
| Partido 3 | Alex Barcello        | Monbus Obradoiro (2)          | 27  | [ 64 ] |
| Partido 3 | Lotanna Nwogbo (2)   | Flexicar Fuenlabrada (3)      | 27  | [ 64 ] |
| Partido 4 | Alec Wintering       | Súper Agropal Palencia (3)    | 31  | [ 65 ] |
| Partido 5 | Mark Hughes (2)      | Real Betis Baloncesto (5)     | 28  | [ 66 ] |

#### Final Four
| Jornada    | Jugador      | Equipo                    | Val | Ref    |
| ---------- | ------------ | ------------------------- | --- | ------ |
| Final Four | Vítor Benite | Real Betis Baloncesto (6) | 18  | [ 67 ] |

### Quinteto de la jornada

#### Liga regular
Se indica entre paréntesis la valoración obtenida en dicha jornada. Destacado el MVP de la jornada.
| Jornada | Base                   | Escolta                 | Alero                  | Ala-Pívot                 | Pívot                     | Ref    |
| ------- | ---------------------- | ----------------------- | ---------------------- | ------------------------- | ------------------------- | ------ |
| 1       | Jayson Granger (28)    | Lance Jones (27)        | Unai Mendikote (24)    | Víctor Arteaga (34)       | Mus Barro (24)            | [ 28 ] |
| 2       | Gonzalo Corbalán (20)  | Brad Davison (24)       | Diego Alderete (27)    | Mirza Bulić (33)          | Víctor Arteaga (30)       | [ 29 ] |
| 3       | Joaquín Valinotti (38) | Jordan Walker (25)      | Joe Cremo (21)         | Ben Krikke (28)           | Víctor Arteaga (29)       | [ 30 ] |
| 4       | Nacho Arroyo (19)      | Francisco Amarante (26) | Diogo Brito (32)       | Josip Vrankić (26)        | Lotanna Nwogbo (28)       | [ 31 ] |
| 5       | Alex Renfroe (27)      | Zaid Hearst (29)        | Lionel Kouadio (30)    | Josip Vrankić (24)        | Dejan Kravić (27)         | [ 32 ] |
| 6       | Léo Westermann (23)    | Gonzalo Corbalán (24)   | Charles Minlend (21)   | Viny Okouo (22)           | Eric Stutz (27)           | [ 33 ] |
| 7       | Jordan Walker (19)     | Devin Schmidt (31)      | Millán Jiménez (24)    | Mirza Bulić (27)          | Lotanna Nwogbo (31)       | [ 34 ] |
| 8       | Gonzalo Corbalán (32)  | Jaume Lobo (27)         | Juampi Vaulet (29)     | Cameron Krutwig (32)      | György Golomán (29)       | [ 35 ] |
| 9       | Jayson Granger (24)    | Mark Hughes (26)        | Maj Kovačević (30)     | Iván Cruz (27)            | Luke Fischer (23)         | [ 36 ] |
| 10      | Alex Renfroe (34)      | Jordan Davis (31)       | Jalen Tate (40)        | Unai Mendikote (26)       | Brooks DeBisschop (26)    | [ 37 ] |
| 11      | Rafa Lisboa (32)       | Jayson Granger (34)     | Patricio Garino (28)   | Kevin Larsen (29)         | Yannick Nzosa (30)        | [ 38 ] |
| 12      | Gonzalo Corbalán (33)  | Spencer Littleson (32)  | Lionel Kouadio (41)    | Mirza Bulić (28)          | Jonas Paukštė (28)        | [ 39 ] |
| 13      | Jordan King (35)       | Jalen Tate (35)         | Unai Mendikote (30)    | Juampi Vaulet (32)        | Vasilije Vučetić (27)     | [ 40 ] |
| 14      | Jayson Granger (33)    | Jordan Walker (33)      | Francis Alonso (28)    | Josip Vrankić (28)        | Pape Badji (23)           | [ 41 ] |
| 15      | Jayson Granger (36)    | Alex Renfroe (37)       | Álvaro Muñoz (32)      | Dino Radončić (29)        | Kevin Larsen (30)         | [ 42 ] |
| 16      | Gonzalo Corbalán (29)  | Paul Jorgensen (30)     | Mark Hughes (26)       | Shemar Wilson (27)        | Jonas Paukštė (24)        | [ 43 ] |
| 17      | Mike Torres (37)       | Jalen Cone (35)         | Lionel Kouadio (29)    | Dani Díez (28)            | Abdou Thiam (32)          | [ 44 ] |
| 18      | Mateo Díaz (32)        | Lance Jones (29)        | Brad Davison (26)      | Eric Stutz (26)           | Vladimír Brodziansky (25) | [ 45 ] |
| 19      | Mike Torres (26)       | Gonzalo Corbalán (25)   | Mathieu Kamba (29)     | Josip Vrankić (25)        | Kevin Larsen (41)         | [ 46 ] |
| 20      | Hansel Atencia (26)    | Mark Hughes (25)        | Brad Davison (29)      | Loïc Menuge (29)          | Kevin Larsen (36)         | [ 47 ] |
| 21      | Mark Hughes (32)       | Caio Pacheco (34)       | Aanen Moody (30)       | Eric Stutz (28)           | Víctor Arteaga (26)       | [ 48 ] |
| 22      | Caio Pacheco (31)      | Gonzalo Corbalán (29)   | Mark Hughes (29)       | Juampi Vaulet (35)        | Ondřej Balvín (29)        | [ 49 ] |
| 23      | Jalen Cone (30)        | Jalen Tate (32)         | Lionel Kouadio (28)    | Josip Vrankić (35)        | Ondřej Balvín (25)        | [ 50 ] |
| 24      | Jayson Granger (26)    | Brad Davison (34)       | Mirza Bulić (26)       | Kevin Larsen (38)         | Luke Fischer (33)         | [ 51 ] |
| 25      | Mateo Díaz (20)        | Joaquín Rodríguez (37)  | Josh Mballa (31)       | Mirza Bulić (42)          | Marko Luković (32)        | [ 52 ] |
| 26      | Alex Renfroe (43)      | Caio Pacheco (39)       | Spencer Littleson (31) | Lotanna Nwogbo (27)       | Ondřej Balvín (28)        | [ 53 ] |
| 27      | Jahvaughn Powell (25)  | Mark Hughes (27)        | Mindaugas Kačinas (30) | Dejan Kravić (34)         | Shemar Wilson (29)        | [ 54 ] |
| 28      | Jordan King (31)       | Daishon Smith (31)      | Diogo Brito (24)       | Marvin Ogunsipe (30)      | Josip Vrankić (30)        | [ 55 ] |
| 29      | Caio Pacheco (25)      | Diogo Brito (29)        | Dani Díez (32)         | Kevin Larsen (27)         | Dejan Kravić (27)         | [ 56 ] |
| 30      | Gonzalo Corbalán (23)  | Daishon Smith (34)      | Josh Mballa (29)       | Javier Menéndez (29)      | Lotanna Nwogbo (29)       | [ 57 ] |
| 31      | Jordan Walker (26)     | Gonzalo Corbalán (32)   | Diogo Brito (33)       | Manex Ansorregi (26)      | Juampi Vaulet (28)        | [ 58 ] |
| 32      | Jordan Walker (25)     | Jalen Cone (31)         | Travis Munnings (33)   | Mirza Bulić (35)          | Luke Fischer (31)         | [ 59 ] |
| 33      | Jayson Granger (28)    | Spencer Littleson (36)  | Charles Minlend (29)   | Dylan van Eyck (30)       | Mus Barro (34)            | [ 60 ] |
| 34      | Pol Figueras (22)      | Jordi Rodríguez (24)    | Millán Jiménez (26)    | Vladimír Brodziansky (25) | Jacobo Díaz (26)          | [ 61 ] |

#### Playoffs
| Jornada   | Base                      | Escolta             | Alero              | Ala-Pívot                    | Pívot                    | Ref    |
| --------- | ------------------------- | ------------------- | ------------------ | ---------------------------- | ------------------------ | ------ |
| Partido 1 | Aleksandar Cvetković (27) | Sergi Quintela (21) | Alex Barcello (23) | Vladimír Brodziansky (20)    | Dejan Kravić (25)        | [ 62 ] |
| Partido 2 | Alec Wintering (20)       | Mark Hughes (34)    | Álex Jordá (23)    | Cameron Krutwig (27)         | Ondřej Balvín (19)       | [ 63 ] |
| Partido 3 | Mateo Díaz (27)           | Jayson Granger (23) | Alex Barcello (27) | Stephen Ugochukwu (22)       | Lotanna Nwogbo (27)      | [ 64 ] |
| Partido 4 | Alec Wintering (31)       | Mark Hughes (23)    | Tobias Borg (26)   | Rubén López de la Torre (22) | Ondřej Balvín (22)       | [ 65 ] |
| Partido 5 | Alex Renfroe (21)         | Mark Hughes (28)    | David Jelínek (19) | Stephen Ugochukwu (16)       | Babatunde Olumuyiwa (14) | [ 66 ] |

#### Final Four
| Jornada    | Base               | Escolta           | Alero                 | Ala-Pívot                     | Pívot                 | Ref    |
| ---------- | ------------------ | ----------------- | --------------------- | ----------------------------- | --------------------- | ------ |
| Final Four | Mark Hughes (31.5) | Vítor Benite (18) | Paul Jorgensen (17.5) | Rubén López de la Torre (5.5) | Lotanna Nwogbo (28.5) | [ 67 ] |

## Postemporada
Ascendieron a Liga ACB:
- Silbö San Pablo Burgos (campeones de liga regular).
- Real Betis Baloncesto (campeones de playoff de ascenso).

Descendieron desde Liga ACB:
- Leyma Coruña.
- Covirán Granada.

Descendieron a Segunda FEB:
- CB Naturavia Morón.
- Amics Castelló.
- Real Valladolid Baloncesto.

Ascendieron desde Segunda FEB:
- Palmer Basket Mallorca Palma.
- Fibwi Palma.
- Melilla Ciudad del Deporte.